# Het ding (kunstwerk)
Het ding is een kunstwerk aan de Drienerlolaan in de Overijsselse stad Enschede. Het ding verscheen in de nacht van 11 op 12 april 1974 onverwachts bij de hoofdingang van de Universiteit Twente. Lange tijd was onbekend wie de makers waren. Pas in 2013 werd bekend dat een groepje van vijf studenten het geheel had ontworpen en gebouwd van staaldraad en gebruikte telefoonpalen. De universiteit heeft sinds de plaatsing steeds gezorgd voor beheer en onderhoud.

## Beschrijving
Het ding bestaat uit zes palen en een aantal staalkabels die de palen in balans houden. Samen vormen ze een twintigvlak met veertien gelijkbenige en zes gelijkzijdige driehoeken. Het object is gebaseerd op een model van Richard Buckminster Fuller, een twintigste-eeuwse Amerikaan, bekend van de buckyball. De palen zijn bruin en voorzien van een gele kap op de uiteinden, waar de staalkabels aan vastzitten. Bij het terugplaatsen na de laatste renovatie is er een fout gemaakt, waardoor het kunstwerk nu gespiegeld is ten opzichte van het origineel.